# 珍妮·沙欣
珍妮·沙欣（英語：Jeanne Shaheen；原名辛西婭·珍妮·鮑爾斯（英語：Cynthia Jeanne Bowers）；1947年1月28日—），是一位美國民主黨政治人物，自2009年成為新罕布什爾州歷史上首位女性聯邦參議院議員；同時她也是第一名女性新罕布什爾州州長與美國歷史上第一名當選過州長和聯邦參議員的女性。
在新罕布什爾州參議院任職兩屆後，沙欣在1996年的州長選舉當選為該州州長，並在1998年和2000年連任，但她沒有在2002年尋求第四度連任，相反地她投入了2002年新罕布什爾州美國參議院議員選舉競選聯邦參議員，但輸給共和黨的約翰·蘇努努。此後，她在约翰·F·肯尼迪政府学院從事教育方面的工作，直到2008年辭職再次競選聯邦參議員。這一次選舉她擊敗上次選舉對手蘇努努，獲得新罕布什爾州的聯邦參議員席位，成為自1980年約翰·A·德金落選後近30年後民主黨籍首位新罕布什爾州的聯邦參議員，同時是自1972年托馬斯·J·麥金太爾成功連任後第二名在新罕布什爾州成功連任的民主黨籍聯邦參議員。
2018年中旬參與提案要求美國片面毀約不交貨F-35戰機給立場相左的土耳其。

## 延伸閱讀
- Background and collected news at The Washington Post
- 美國國會國家人物傳記大辭典中的傳記
- 由華盛頓郵報維護的投票記錄
- 智慧投票计划中的傳記、投票紀錄及利益集團評級
- Congressional profile at GovTrack
- Congressional profile at OpenCongress
- Issue positions and quotes at On the Issues
- Financial information at OpenSecrets.org
- Staff salaries, trips and personal finance at LegiStorm.com
- 聯邦選舉委員會中的競選財務報告和數據
- Campaign contributions at the National Institute for Money in State Politics
- Appearances on C-SPAN programs
- 網路電影資料庫上的亮相頁面
- Collected news and commentary at The New York Times
- Works by or about 珍妮·沙欣 in libraries (WorldCat catalog)
- Profile at Ballotpedia

## 外部連結
- 珍妮·沙欣 （页面存档备份，存于）參議院官方網站
- 珍妮·沙欣參議員競選網站 （页面存档备份，存于）
- 中的“珍妮·沙欣”

| 官衔                   | 官衔                                                                            | 官衔                 |
| ---------------------- | ------------------------------------------------------------------------------- | -------------------- |
| 前任者： 史蒂夫·梅里爾 | 新罕布什爾州州長 1997年－2003年                                                 | 繼任者： 克雷格·本森 |
| 政党职务               |                                                                                 |                      |
| 前任者： 韋恩·金       | 新罕布什爾州州長民主黨被提名人 1996年、1998年、2000年                           | 繼任者： 馬克·菲納德 |
| 前任者： 迪克·斯韋特   | 美國參議員新罕布什爾州民主黨被提名人 （第2類） 2002年、2008年、2014年、2020年   | 最新的               |
| 美国参议院             |                                                                                 |                      |
| 前任者： 約翰·蘇努努   | 新罕布什爾州第2類參議員 2009年－ 與賈德·格雷格、凱利·阿約特 、瑪姬·哈桑同時在任 | 現任                 |
| 前任者： 班·卡定       | 參議院中小企委員會副主席 2015年–2018年                                          | 繼任者： 班·卡定     |
| 前任者： 班·卡定       | 參議院中小企委員會主席 2023年–                                                  | 現任                 |
| 美國排位名單           |                                                                                 |                      |
| 前任者： 羅傑·威克     | 美國參議員資歷 第27位                                                           | 繼任者： 马克·沃纳   |